# Complex systeem
Een complex systeem is een systeem dat in zijn geheel bepaalde eigenschappen vertoont die niet af te leiden zijn uit de eigenschappen van elk der samenstellende delen afzonderlijk.
Enkele voorbeelden van complexe systemen zijn: mierenkolonies, economieën, het klimaat, het zenuwstelsel, cellen van organismen, vormen van telecommunicatie over een netwerk, en alle organismen.

## Kenmerken
Hoewel er geen algemene taxonomie van complexe systemen bestaat, zijn karakteristieke kenmerken die ze kunnen vertonen de volgende:
- Ze zijn opgebouwd uit samenstellende delen ("componenten") met een onderlinge wisselwerking. Moleculen en softwareagenten zijn twee voorbeelden van componenten in verschillende complexe systemen.
- Ze zijn niet-lineair, dus een kleine afwijking kan al snel voor een geheel verschillend resultaat zorgen, het zogeheten vlindereffect.
- Ze vertonen emergentie.
- Het zijn over het algemeen open systemen, en ze zijn daarom in het algemeen niet in thermodynamisch evenwicht.
- Ze organiseren zichzelf, hetgeen de mogelijkheid biedt tot het vormen van stabiele structuren ofwel homeostase. Het thermodynamische onevenwicht wordt hierdoor op zijn beurt overeind gehouden.
- Ze vertonen padafhankelijkheid: het gedrag van complexe systemen wordt op een willekeurig moment ook en vooral bepaald door de hele voorgeschiedenis (zie ook hysterese).
- Ze vertonen attractoren, wat wil zeggen dat een complex dynamisch systeem betrekkelijk onafhankelijk van de beginomstandigheden uiteindelijk een bepaalde toestand of aaneenschakeling van toestanden vertoont. Deze attractoren kunnen regelmatig, maar ook chaotisch zijn.

### Chaoticiteit
Een dynamisch systeem is tevens chaotisch als het de volgende kenmerken bezit:
- het moet gevoelig zijn voor de beginomstandigheden.
- het moet "topologisch mengend" zijn.
- de periodieke banen van het systeem moeten dicht liggen in de faseruimte

### Complexe adaptiviteit
Complexe adaptieve systemen (CAS) zijn net als gewone complexe systemen opgebouwd uit onderling verbonden delen, maar ze vertonen tevens adaptiviteit. Enkele voorbeelden zijn: aandelenmarkten, het ecosysteem, de biosfeer, het brein, het zenuwstelsel en het immuunsysteem.

### Niet-lineariteit
Een systeem is niet-lineair wanneer het gedrag van het systeem als geheel niet kan worden gedefinieerd als de som van de gedragingen der verschillende onderdelen, anders gezegd wanneer het superpositiebeginsel niet van toepassing is. De niet-lineaire systemen staan tegenover de lineaire.

### Zelforganisatie
Complexiteit kan een gedesorganiseerd of georganiseerd karakter hebben. Gedesorganiseerde complexiteit kent een zeer groot of zelfs onbeperkt aantal onderdelen. Georganiseerde complexiteit is een systeem met een in principe beperkt aantal onderdelen met veel onderlinge samenhang. De samenhang kan zowel fysiek als abstract van aard zijn. Bij fysieke samenhang is er tevens sprake van contiguïteit tussen de verschillende delen van het complexe systeem.
Het begrip zelforganisatie is nauw verbonden met werk in de niet-evenwichtsthermodynamica. Vooral Ilya Prigogine heeft op dit gebied pionierswerk verricht met zijn studie van dissipatieve systemen in de thermodynamica.

## Onderzoek
Complexe systemen worden met name onderzocht in de natuurwetenschap, wiskunde en de sociale wetenschap, en meer specifiek in de systeemtheorie, de complexiteitstheorie, de systeemecologie en de cybernetica. In de contemporaine evolutionaire taalwetenschap wordt ook taal als een complex systeem beschouwd.
Op het gebied van de wiskunde is de grootste bijdrage aan de studie van complexe systemen de ontdekking van de chaos in deterministische systemen geweest.